# 张天禄
张天禄（1926年—），男，四川简阳人，中国药学期刊编辑家,《药学通报》（现名中国药学杂志）创办人之一，曾任中国药学会理事。

## 延伸阅读
[在维基数据编辑]